# Joseph Brummer

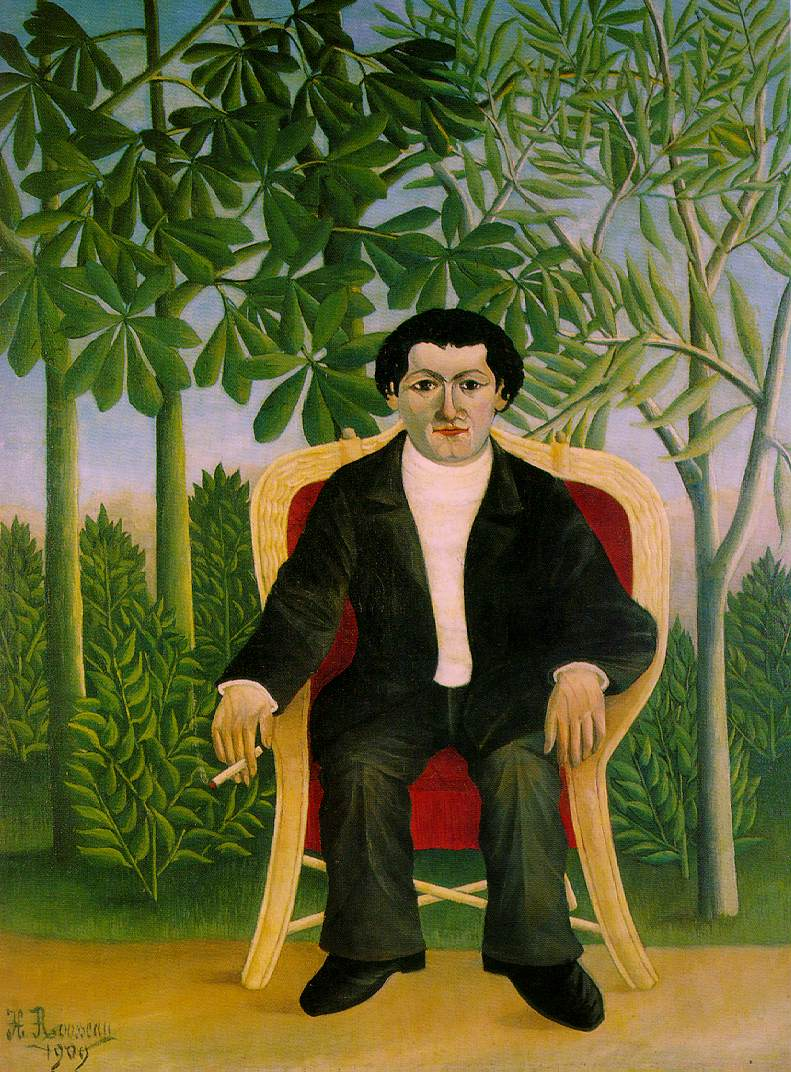
Portrait Joseph Brummer von Henri Rousseau, 1909, National Gallery, London

Joseph Brummer (* 22. Oktober 1883 in Sombor, Österreich-Ungarn; † 14. April 1947 in New York) war ein aus Ungarn stammender Kunsthändler, der in Paris und New York tätig war.

## Leben
Joseph Brummer wollte zunächst Bildhauer werden und ging zu Studien nach Paris. Hier studierte bei Jules Coutan und Auguste Rodin, besuchte die Académie de la Grande Chaumière und kam in Kontakt mit zahlreichen Künstlern. 1909 ließ Joseph Brummer sein Portrait von Henri Rousseau malen. Er gab seine künstlerische Tätigkeit jedoch auf und eröffnete 1906 mit seinen Brüdern Ernest und Imre in Paris eine Kunsthandlung, die Galerie Brummer. Joseph und Imre Brummer († 1928) gingen bei Ausbruch des Ersten Weltkrieges nach New York, wo sie eine Filiale der Galerie eröffneten (Brummer Gallery). Deren Leiter blieb Joseph. Ab 1940 bis zu seinem Tod unterstützte ihn sein Bruder Ernest, der nach dem Einmarsch der Deutschen ebenfalls nach New York übergesiedelt war. Die Galerie wurde 1949 geschlossen, ihr Bestand in mehreren Auktionen versteigert.
Joseph Brummer vermittelte zahlreiche, insbesondere mittelalterliche, Kunstwerke an amerikanische Privatsammler und Museen (besonders das Metropolitan Museum of Art) und gilt als einer der bedeutendsten Kunsthändler der ersten Hälfte des 20. Jahrhunderts.